# Diplazon visayensis
Diplazon visayensis là một loài tò vò trong họ Ichneumonidae.